# Cerny-lès-Bucy
Cerny-lès-Bucy ist eine französische Gemeinde mit 113 Einwohnern (Stand 1. Januar 2022) im Département Aisne in der Region Hauts-de-France (vor 2016 Picardie). Sie gehört zum Arrondissement Laon, zum Kanton Laon-1 und zum Gemeindeverband Pays de Laon.
Die Gemeinde ist nicht zu verwechseln mit der Nachbargemeinde Bucy-lès-Cerny.

## Geografie
Die Gemeinde Cerny-lès-Bucy liegt am Nordrand des Höhenzuges Chemin des Dames, vier Kilometer westlich der Stadt Laon. Nachbargemeinden von Cerny-lès-Bucy sind Crépy im Norden, Besny-et-Loizy im Osten, Molinchart im Süden sowie Laon und Bucy-lès-Cerny im Westen.

## Bevölkerungsentwicklung
| Jahr                       | 1962 | 1968 | 1975 | 1982 | 1990 | 1999 | 2006 | 2013 | 2021 |
| Einwohner                  | 120  | 113  | 107  | 100  | 113  | 114  | 114  | 110  | 115  |
| Quellen: Cassini und INSEE |      |      |      |      |      |      |      |      |      |

## Sehenswürdigkeiten

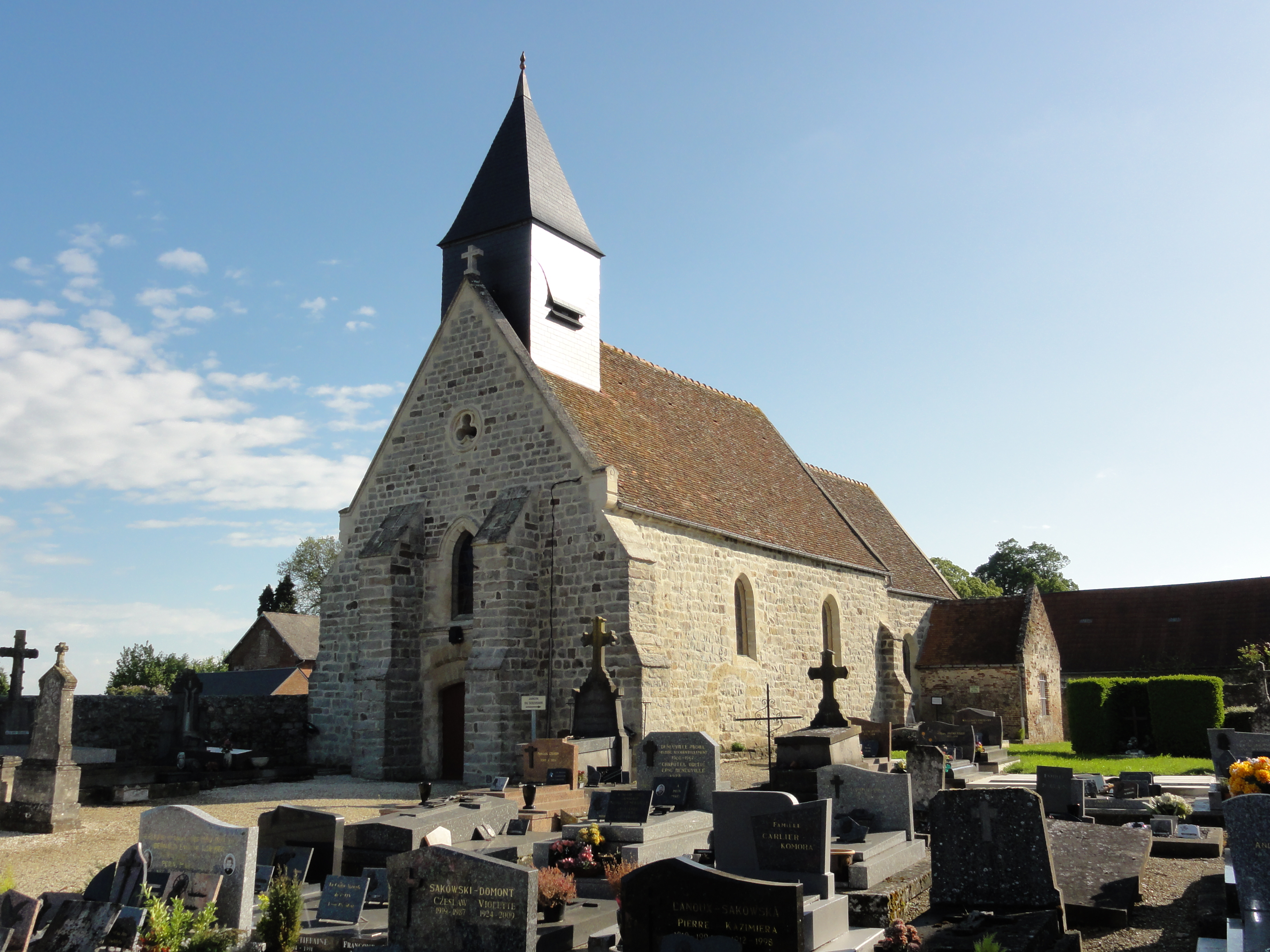
Kirche Saint-Martin
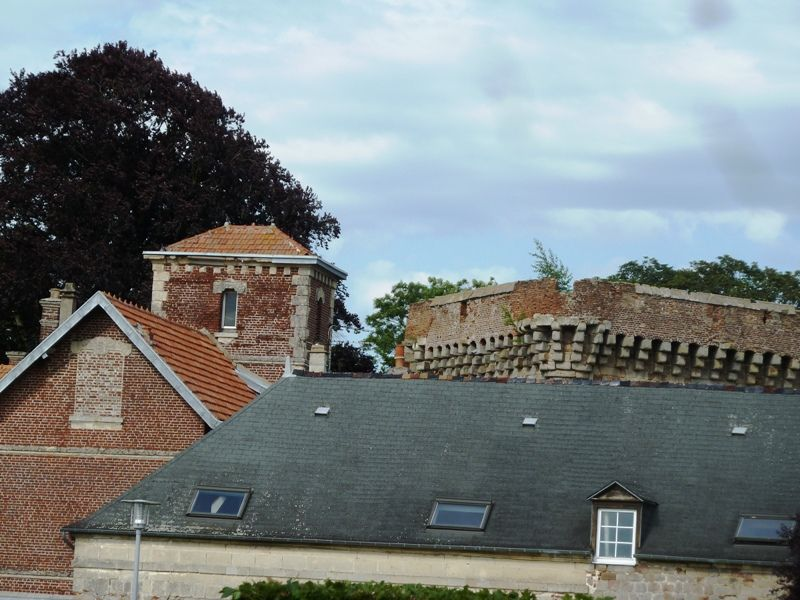
Donjon

- Kirche Saint-Martin
- Donjon